# Riccardo Materazzi
Riccardo Materazzi (Bruxelles, 15 giugno 1963) è un ex mezzofondista italiano, medaglia d'argento agli Europei indoor di Göteborg 1984 e due volte campione nazionale.

## Carriera
Ha partecipato ai Giochi olimpici di Los Angeles 1984, disputando la finale dei 1500 m.

## Palmarès
| Anno | Manifestazione            | Sede     | Evento     | Risultato | Tempo   | Note  |
| ---- | ------------------------- | -------- | ---------- | --------- | ------- | ----- |
| 1984 | Campionati europei indoor | Göteborg | 1500 metri | Argento   | 3'41"57 | [ 2 ] |

1984 Olimpiadi Los Angeles 1500 metri 11º 3'40''74

## Campionati nazionali
- Campionati italiani assoluti indoor[3]
  - 1500 m: 2 titoli (1984 e 1985)

## Altre competizioni internazionali
1984
- 9º al Golden Gala ( Roma), 1500 m piani - 3'39"85